# Heibeek
Das Heibeek (mittelniederdeutsch beek = Bach) ist ein rechter Nebenfluss der Lutter im Harz in Bad Lauterberg in Niedersachsen.
Bis ins 17. Jahrhundert hieß der Bach Heidbeck und wurde entsprechend nach einer Heide benannt.

## Verlauf
Seine Quelle liegt unterhalb der Scheffeltalsköpfe. Anschließend fließt der Bach nach Südosten und später in Richtung Süden, wobei er von der Lutter durch die Heibeeksköpfe getrennt wird. Danach wendet er sich in weitem Bogen Richtung Osten, um nach gut 2,1 Kilometer Lauf in Bad Lauterberg in die Lutter zu münden.